# Repita con nosotros el siguiente ejercicio
 Repita con nosotros el siguiente ejercicio es una película de Argentina filmada en eastmancolor dirigida por Edgardo Kleinman sobre su propio guion  que se produjo en 1973 y no fue estrenada comercialmente en la Argentina pero sí en Francia y España. Tuvo como actores principales a Arturo Maly, Nelly Tesolín y Onofre Lovero (voz off). La coreografía pertenece a Laura Yusem.

## Reparto
- Arturo Maly
- Nelly Tesolín
- Lectura de textos (voces off): 
  - Onofre Lovero (Voz Presidente)
  - Bernardo Bergeret (Locutor radial)
  - Fabienne Lenoir (voz de coreógrafa –en francés- y voz de la traductora, en castellano)